# Parthenina palazzii
Parthenina palazzii is een slakkensoort uit de familie van de Pyramidellidae. De wetenschappelijke naam van de soort is voor het eerst geldig gepubliceerd in 1984 door Micali.